# Jean-Marie Dubois-Aymé
Pour les articles homonymes, voir Dubois et Aymé.
Jean-Marie Joseph Aimé Dubois, dit Dubois-Aymé, né à Pont-de-Beauvoisin (Isère) le 22 décembre 1779 et mort à Meylan (Isère) le 15 mars 1846, est un ingénieur des ponts et chaussées.

## Biographie
Jean Marie Joseph Aimé du Boisaymé est le fils de Martin Dubois, contrôleur général des fermes du Roi et des gabelles, directeur général de la ferme royale de Bayonne, administrateur des douanes, et de Marie-Thérèse de Romand.
Élève de l'École polytechnique (X 1796) il fait partie de l'Expédition d'Égypte. Il passe une examen devant Gaspard Monge, au Caire, et est nommé ingénieur des Ponts et Chaussées.
Le 29 août 1798, il se rend aux ruines de l'ancienne Héliopolis. Le 19 septembre, avec Villiers du Terrage, il se joint au groupe de privilégiés invités par Bonaparte à se rendre à la Grande Pyramide. En décembre 1798, il est chargé de reconnaître la Vallée de l'Égarement, entre Le Caire et Suez. En janvier 1799, il part avec le Père pour entreprendre le nivellement de la mer Rouge à Suez, et rentre le 8 février.
Le 19 mars 1799, il part du Caire pour la Haute-Égypte, sous la conduite de Girard, accompagné de Descotils, Rozière, Dupuis, ingénieurs des mines, Jollois, Villiers du Terrage, Duchanoy, ingénieurs des Ponts et Chaussées, Castex, sculpteur, pour prendre des renseignements sur le commerce, l'agriculture, l'histoire naturelle, les arts et les antiquités, et surtout pour examiner le régime du Nil, depuis la première cataracte, et étudier le système d'irrigation.
« Les rapports entre Dubois-Aymé et son supérieur se tendirent bientôt à tel point que le jeune homme provoqua son chef en duel. À titre de sanction, le fautif fut envoyé en exil à Cosséir ». Il dresse le plan de la ville de Cosséir avec Legentil. Il restera à Cosséir (aujourd'hui Al-Qusair), pendant 2 mois environ, jusqu'à ce que Girard l'autorise à rejoindre ses collègues, alors en Thébaïde
À la fin de 1799, avec Jollois, il est envoyé dans le Delta jusqu'à Rosette.
De retour en France, il entre dans l'administration des douanes en Italie, puis il est nommé directeur des douanes à Lorient, Nantes et Marseille. 
Élu député d'Ille-et-Vilaine en 1831, puis de l'Isère de 1831 à 1835.
Il se retire dans sa propriété de Meylan où il meurt le 15 mars 1846.

## Publications
- Mémoire sur les tribus arabes des déserts de l'Égypte, dans Description de l'Égypte, État moderne, tome premier, 1809, p. 577 à 606.
- Avec Jollois, Voyage dans l'intérieur du Delta, dans Description de l'Égypte, État moderne, tome second, 1812, p. 91 à 120.
- Description de la Babylone d'Égypte, dans Description de l'Égypte, Antiquités-Descriptions, tome second, 1818.
- Avec Lancret, Description d'Héliapolis, dans Description de l'Égypte, Antiquités-Descriptions, tome second, 1818.
- Avec Jollois, Description des principales ruines situées dans la portion de l'ancien Delta, comprise entre les branches de Rosette et de Damiette, dans Description de l'Égypte, Antiquités-Descriptions, tome second, 1818.
- De la liberté de la presse et de la liberté individuelle, s.l., impr. J.L. Schreff, 1814.
- Examen de quelques questions d'économie politique..., Paris, chez Pelicier, 1823.
- Avec Bigeon, Mémoire sur les développées des courbes planes, Paris, Malher, 1829.
- De la peine de mort Marseille, 1863.